# Golpe de Estado no Chade em 1975
O Golpe de Estado no Chade de 1975 foi, consideravelmente gerado pela crescente desconfiança do presidente do Chade, François Tombalbaye, pelo exército. Esta desconfiança veio em parte da incapacidade das Forças Armadas Chadianas (FAC) de lidar com a rebelião, que inflamava no norte muçulmano desde quando o grupo rebelde FROLINAT havia sido criado em 1966.

## Prisões
A antiga potência colonial do Chade, a França, insistira com Tombalbaye para que incluísse os lideres militares no poder, e o presidente reserva um lugar no seu partido, o Partido Progressista do Chade (PPT), para o comandante do exército; porém muito mais importante e decisivo para comprometer o seu apoio entre os militares seria, em 1973, a detenção do Chefe do Estado Maior, o general Félix Malloum, por uma suposta tentativa de golpe. Também os generais  Jacques Doumro e Negue Djogo, e outros oficiais, foram presos entre 1971 e 1975 sob acusações semelhantes, o último em 23 de março de 1975.
Foi nesse clima de tensão que Tombalbaye procedeu mais um expurgo no exército, atingindo desta vez a gendarmaria: seu chefe, o coronel Djimet, e seu assessor, Major Alphonse Kotiga, ambos foram presos em 2 de abril de 1975 pela fuga de alguns prisioneiros do FROLINAT. Isto provou ser um erro fatal.

## O motim do Exército
O golpe iniciou antes do amanhecer no dia 13 de abril, quando em Boraho, uma localidade a 35 milhas da capital, unidades do exército lideradas pelo tenente Dimtolaum deixaram sua base e se moveram para N'Djamena, onde convergiram para o palácio presidencial próximo da cidade. Às 5:00, uma batalha feroz e sangrenta começou com a guarda presidencial de Tombalbaye, os Compagnies Tchadiennes de Securité  (CTS). Determinante na decisão do resultado da batalha foi a chegada do comandante interino das Forças Armadas, Noël Milarew Odingar, que trouxe reforços e assumiu o comando dos insurgentes.
Às 8:30, o Coronel Selebiani, chefe da CTS, fez um apelo na rádio para seus homens se rendessem, o que pôs fim a todos os combates. Na batalha, Tombalbaye foi mortalmente ferido, e morreu pouco depois. Quando a notícia da morte de Tombalbaye foi dada, houve comemorações em massa na capital, com milhares de chadianos dançando e cantando alegremente pelas ruas.

## Consequências
Já às 6:30, Odingar anunciou na rádio pública que as forças armadas haviam "exercido as suas responsabilidades diante de Deus e da nação". Em um comunicado mais tarde, os golpistas justificaram suas ações, acusando Tombalbaye de ter governado através da divisão das tribos, e de ter humilhado e tratado com desprezo o exército.
O General Odingar atuou provisoriamente como chefe de Estado e os oficiais presos foram imediatamente libertados. Entre estes, estava general Félix Malloum, que foi escolhido como o presidente de uma junta militar de nove homens, denominada Conselho Supremo Militar (Conseil Supérieur Militaire ou CSM), que tomou posse em 15 de abril. Ele imediatamente prendeu oito dos principais assessores de Tombalbaye e suspendeu a Constituição de 1962, quando todos os partidos foram proibidos e a Assembleia Nacional foi dissolvida.
O sucesso do golpe não produziu uma ruptura com as políticas de Tombalbaye. Isso não foi surpresa porque, assim como Tombalbaye, Odingar e Malloum eram saras do sul do Chade. Embora o CSM fez alguns movimentos para conciliar com o norte do país, os muçulmanos continuaram a sentir-se cidadãos de segunda classe e a rebelião da FROLINAT continuou.